# Remanea
Remanea is een geslacht van eenoogkreeftjes. De wetenschappelijke naam van het geslacht is voor het eerst geldig gepubliceerd in 1929 door Walter Klie. Klie was een leraar aan een plaatselijke middelbare school, die zich ontwikkelde tot een specialist op het gebied van eenoogkreeftjes en mosselkreeftjes.

## Soorten
- Remanea arenicola Klie, 1929. Gevonden in Kiel (Duitsland).
- Remanea naksanensis Back, Lee & Huys, 2011. Gevonden in Naksan (Zuid-Korea).
- Remanea plumosa Pennak, 1942. Gevonden in Falmouth (Massachusetts), Cape Cod (Massachusetts).